# Dieceza Trakija
Dieceza Trakija (starogrško Dioecesis Thraciae, srednjeveško grško Διοίκησις Θράκης, latinizirano: Dioíkesis Thrákes) je bila dieceza poznega Rimskega cesarstva na vzhodnem Balkanskem polotoku, ki je obsegala ozemlja sedanje jugovzhodne Romunije, osrednje in vzhodne Bolgarije ter grško in turško Trakijo. Ustanovljena je bila po Dioklecijanovih reformah in je bila podrejena pretorski prefekturi Vzhod  (praefectura praetorio Orientis). Obstajala je do sredine 640. let, ko so večino Balkanskega polotoka preplavili Avari in Slovani. Kmalu zatem je rimski sistem provinc zamenjal bizantinski tematski sistem. 
Dieceza je obsegala province Evropa, Trakija, Hemimont, Rodopi, Mezija II in Mala Skitija.

## Seznam poznanih tračanskih vikarijev
- Elij Klavdij Dulcitij (?-361)
- Kapitolin (361-363)
- Andronik (ok. 366)
- Filoksen (ok. 392)
- Salomon (?-582)

## Vir
- J.B. Bury (1923), History of the Later Roman Empire, II., 1923, 21. poglavje.